# Ярощук, Илья
Илья Иосифович Ярощук (англ. Ilia Jarostchuk, род. 1 августа 1964, Ютика, штат Нью-Йорк) — игрок в американский футбол, игровая позиция — лайнбекер (LB). Выступал за команды «Сент-Луис Кардиналс», «Майами Долфинс», Аризона Кардиналс, «Нью-Ингленд Пэтриотс».
С 2007 года является директором приходской школы Богоявленского Храма имени св. мученика царевича Алексея в г. Бостон, штат Массачусетс. Работает в области продаж нейрохирургической продукции компании Johnson & Johnson.
Играл со своими братьями Василием и Алексом. У братьев было прозвище Русский фронт. После окончания спортивной карьеры из-за травмы участвует в жизни сообщества NE Patriots в качестве волонтера.
В 1998 году был избран старостой Богоявленского прихода и три года занимал должность. В 2004 году на Богоявление он был возведён (хиротессия) Митрополитом Лавром во чтеца.
Комментировал американский футбол на НТВ Плюс.